# Doris Kliehm
Doris Kliehm (* 1939 in Frankfurt am Main) ist eine deutsche Wohltäterin.
Doris Kliehm (geb. Haaf) engagiert sich seit 1994 ehrenamtlich in der humanitären Hilfe für Äthiopien, vor allem in der Hauptstadt Addis Abeba. Vor Ort arbeitet sie mit der Meserete-Kristos-Kirche zusammen. 2005 wurde ihr das Bundesverdienstkreuz am Bande verliehen. 2010 erhielt sie für ihre selbstlose Tätigkeit den Elisabeth-Norgall-Preis.